# Retro City Rampage
Retro City Rampage é um jogo eletrônico de ação e aventura para os consoles WiiWare, Xbox 360, PlayStation e Steam. É uma paródia de jogo, que lembra a série Grand Theft Auto.
Foi lançado em 9 de outubro de 2012 para PlayStation 3, PlayStation Vita e Microsoft Windows; em 2 de janeiro de 2013 para Xbox Live Arcade; em 28 de fevereiro de 2013 para WiiWare; e em 6 de fevereiro de 2014 para Nintendo 3DS (apenas para download na eShop, com o nome Retro City Rampage DX).

## Jogabilidade
Em Retro City Rampage, os jogadores assumem o controle de um criminoso chamado Player (Jogador) que é um capanga de um sindicato do crime conhecido como O Grande Jester (bobo da corte). O jogo é inspirado em jogos da Rockstar Grand Theft Auto, em que o jogador pode completar uma variedade de missões dentro de uma cidade enorme que está aberto para explorar. Haverá cerca de 50 missões de história e 30 níveis de desafio no total.
Elementos de jogabilidade compartilhados com GTA incluem a grande variedade de armas, as diversas lojas, a capacidade de roubar veículos e a capacidade de atrair a atenção da polícia com a violência e destruição.
Como uma homenagem a vários videogames de 8 bits, Retro City Rampage incorpora elementos de design a partir de um monte de diferentes gêneros. Embora seja essencialmente jogado a partir de cima para baixo ponto de vista panorâmica, em seções específicas, pode mudar para uma perspectiva estritamente bidimensional no estilo de um jogo de plataforma 2D. O jogo presta homenagem aos muitos títulos por meio de suas narrativas, os níveis e capacidades de personagens, como Super Mario Bros, The Legend of Zelda, Mega Man, Contra e Bionic Commando, entre outros.

## Desenvolvimento
O conceito para Retro City Rampage veio originalmente de um projeto "homebrew" que começou em 2002. Em seu tempo livre, o programador Brian Provinciano construiu sua própria Nintendo Entertainment, um kit de desenvolvimento do sistema e começou a refazer um de seus títulos favoritos, Grand Theft Auto III, com 8-bit gráficos, sob o codinome de Grand Theftendo. Na Game Developers Conference 2011, ele revelou seus métodos, mostrando como, ao longo de vários anos, ele construiu ferramentas avançadas de software para ajudá-lo a superar as limitações de hardware do NES, antes de eventualmente mudar o desenvolvimento para o PC.
Em um momento no processo, ele começou a adicionar personagens e locais de outros jogos que gostava de sua infância. Esta última análise, o inspirou a trabalhar no projeto em tempo integral, mas em vez de usar cenários de GTA III, ele decidiu criar um jogo totalmente novo, com conteúdo original, que seria lançado como um título para download para consoles. Ele utilizou um editor de mapas em tempo real para ajustar e depurar em tempo real, e também integrou várias sugestões de jogadores que testaram.
Para a maior parte do projeto, ele tinha trabalhado de forma totalmente independente no design, codificação e arte. Mais tarde, em desenvolvimento, ele contratou um artista de pixel para ajudar com o design visual do jogo. Ele também trouxe três compositores de videojogos de renome, Leonard "FreakyDNA" Paul, Jake "Virt" Kaufman e Matt "Norrin Radd" Creamer, para criar músicas chiptune para trilha sonora do jogo. Provinciano afirmou que o jogo contém cerca de duas horas e meia de música chiptune. Em 22 de fevereiro de 2012, a trilha sonora Retro City Rampage foi lançado em Bandcamp.